# Samsung Wave 575
Samsung GT-S5750 Wave 575 — смартфон компании Samsung Electronics, работающий на мобильной платформе bada 1.1.

## Дизайн и конструкция
Samsung Wave 575 представляет собой небольшой симпатичный моноблок с большим сенсорным экраном. Он хорошо лежит в руке и сделан из практичных материалов. В частности, задняя крышка, как в Samsung GT-S5250, имеет узор из рельефных точек, благодаря чему царапины на ней практически незаметны. Сам телефон полностью сделан из пластика, лишь по бокам и возле центральной кнопки его разбавляют металлические вставки.

## Характеристика
Телефон выполнен в классическом варианте. Samsung Wave 575 представляет собой небольшой симпатичный моноблок с большим сенсорным экраном. Он хорошо лежит в руке и сделан из практичных материалов. Samsung Wave 575 - является смартфоном среднего класса. В отличие от Samsung Wave 525 - Wave 575 поддерживает 3G.

## Особенности
Телефон работает на новой OS bada 1.1 . Компания Samsung пообещала обновить смартфоны Samsung Wave 575, Samsung Wave 723, Samsung Wave 578 до bada 2.0 API, т.е. больше эти модели смартфонов не будут поддерживать более позднюю OS bada. По данным Gartner, за 1 квартал 2012 года , роль bada на рынке мобильных OS выросла с 1,9% за 2011 год на 2,7% - 2012 года. Таким образом можно наблюдать рост популярности bada и бадафонов.